# Elecciones municipales de 2015 en Móstoles
Las elecciones municipales de 2015 se celebraron en Móstoles el domingo 24 de mayo, de acuerdo con el Real Decreto de convocatoria de elecciones locales en España dispuesto el 30 de marzo de 2015 y publicado en el Boletín Oficial del Estado el día 31 de marzo. Se eligieron los 27 concejales del pleno del Ayuntamiento de Móstoles.

## Resultados
A continuación se detallan los resultados electorales:
| Candidatura | Candidatura | Votos   | %                               | Concejales                      |
| --- | --- | ------- | ------------------------------- | ------------------------------- |
| | Partido Popular (PP) | 35 904  | 36,32                           | 12                              |
| | Partido Socialista Obrero Español (PSOE)                                                                                                 | 22 867  | 23,13                           | 7                               |
| | Ganar Móstoles (GMOST) | 19 690  | 19,92                           | 6                               |
| | Izquierda Unida Comunidad de Madrid-Los Verdes (IUCM-LV)                                                                                 | 5945    | 6,01                            | 2                               |
| Ganemos (Ganemos) | Ganemos (Ganemos) | 4877    | 4,93                            | 0                               |
| Unión Progreso y Democracia (UPyD) | Unión Progreso y Democracia (UPyD) | 4161    | 4,21                            | 0                               |
| Tercera vía Pudiendo Indistintamente Añadirse y de Forma Sucesiva Confederación Nacional de Agrupaciones Políticas Independientes (3VIA) | Tercera vía Pudiendo Indistintamente Añadirse y de Forma Sucesiva Confederación Nacional de Agrupaciones Políticas Independientes (3VIA) | 2316    | 2,34                            | 0                               |
| Socialismo Mostoleño (SOMOS) | Socialismo Mostoleño (SOMOS) | 860     | 0,87                            | 0                               |
| Partido Libertario (P-Lib) | Partido Libertario (P-Lib) | 216     | 0,22                            | 0                               |
| Partido Castellano-Tierra Comunera: Pacto (PCAS-TC:PACTO)                                                                                | Partido Castellano-Tierra Comunera: Pacto (PCAS-TC:PACTO)                                                                                | 191     | 0,19                            | 0                               |
| Ciudadanos-Partido de la Ciudadanía (Cs)                                                                                                 | Ciudadanos-Partido de la Ciudadanía (Cs)                                                                                                 | 0       | 0,00                            | 0                               |
| Votos en blanco | Votos en blanco | 1820    | 1,84                            | n/a                             |
| Votos válidos | Votos válidos | 98 847  | 100,00                          | 27                              |
| Votos nulos | Votos nulos | 1452    | Participación: \| \| 64,97 % \| | Participación: \| \| 64,97 % \| |
| Votantes | Votantes | 100 299 | Participación: \| \| 64,97 % \| | Participación: \| \| 64,97 % \| |
| Electores | Electores | 154 368 | Participación: \| \| 64,97 % \| | Participación: \| \| 64,97 % \| |
| | 64,97 % |         |                                 |                                 |

## Concejales electos
Relación de concejales electos:
| N.º | Nombre                                | Lista | Lista   |
| --- | ------------------------------------- | ----- | ------- |
| 1   | Daniel Ortiz Espejo                   |       | PP      |
| 2   | Francisco David Lucas Parrón          |       | PSOE    |
| 3   | Gabriel Ortega Sanz                   |       | GMOST   |
| 4   | Alberto Rodríguez de Rivera Morón     |       | PP      |
| 5   | Casimira Cortés Ortega                |       | PP      |
| 6   | Jessica Antolín Manzano               |       | PSOE    |
| 7   | María Susana García Millán            |       | GMOST   |
| 8   | María Vanesa Martínez Monroy          |       | PP      |
| 9   | Agustín Martín Cortés                 |       | PSOE    |
| 10  | María Elena López Barraya             |       | PP      |
| 11  | Miguel Ángel Ortega Sanz              |       | GMOST   |
| 12  | Jesús Pato Ballesteros                |       | PP      |
| 13  | Eduardo Rodríguez Cruz                |       | IUCM-LV |
| 14  | Ana María Rodrigo García              |       | PSOE    |
| 15  | David Sánchez del Rey                 |       | PP      |
| 16  | María Isabel Cruceta Serrano          |       | GMOST   |
| 17  | Roberto Sánchez Muñoz                 |       | PSOE    |
| 18  | Natividad del Señor Perales Torres    |       | PP      |
| 19  | María de las Mercedes Parrilla Martín |       | PP      |
| 20  | Alberto Astudillo García              |       | GMOST   |
| 21  | Noelia Posse Gómez                    |       | PSOE    |
| 22  | Colomán Trabado Pérez                 |       | PP      |
| 23  | Beatriz Mogrovejo Gil                 |       | GMOST   |
| 24  | Francisco Javier Gómez Gómez          |       | PSOE    |
| 25  | Irene Gómez Martín                    |       | PP      |
| 26  | Eva María Sánchez López               |       | PP      |
| 27  | Aránzazu Fernández Castelló           |       | IUCM-LV |

## Sesiones de investidura del alcalde en la corporación 2015-2019
El 13 de junio de 2015 fue elegido alcalde de Móstoles con los votos, además de los de su partido (7), de los dos concejales de Izquierda Unida-Los Verdes y seis de Ganar Móstoles. El 23 de enero de 2018 presentó su dimisión como alcalde por «motivos personales».
|  | 15 |

|  | 12 |

|  | 0 |

Después de la dimisión de David Lucas se presentó a la elección como alcaldesa Noelia Posse quien obtuvo 14 votos, el mínimo para mayoría absoluta, en el pleno del 7 de febrero de 2018.
|  | 14 |

|  | 12 |

|  | 1 |